# Actinote zikani
Actinote zikani är en fjärilsart som beskrevs av D'almeida 1951. Actinote zikani ingår i släktet Actinote och familjen praktfjärilar. Inga underarter finns listade i Catalogue of Life.

## Bildgalleri